# Port morski

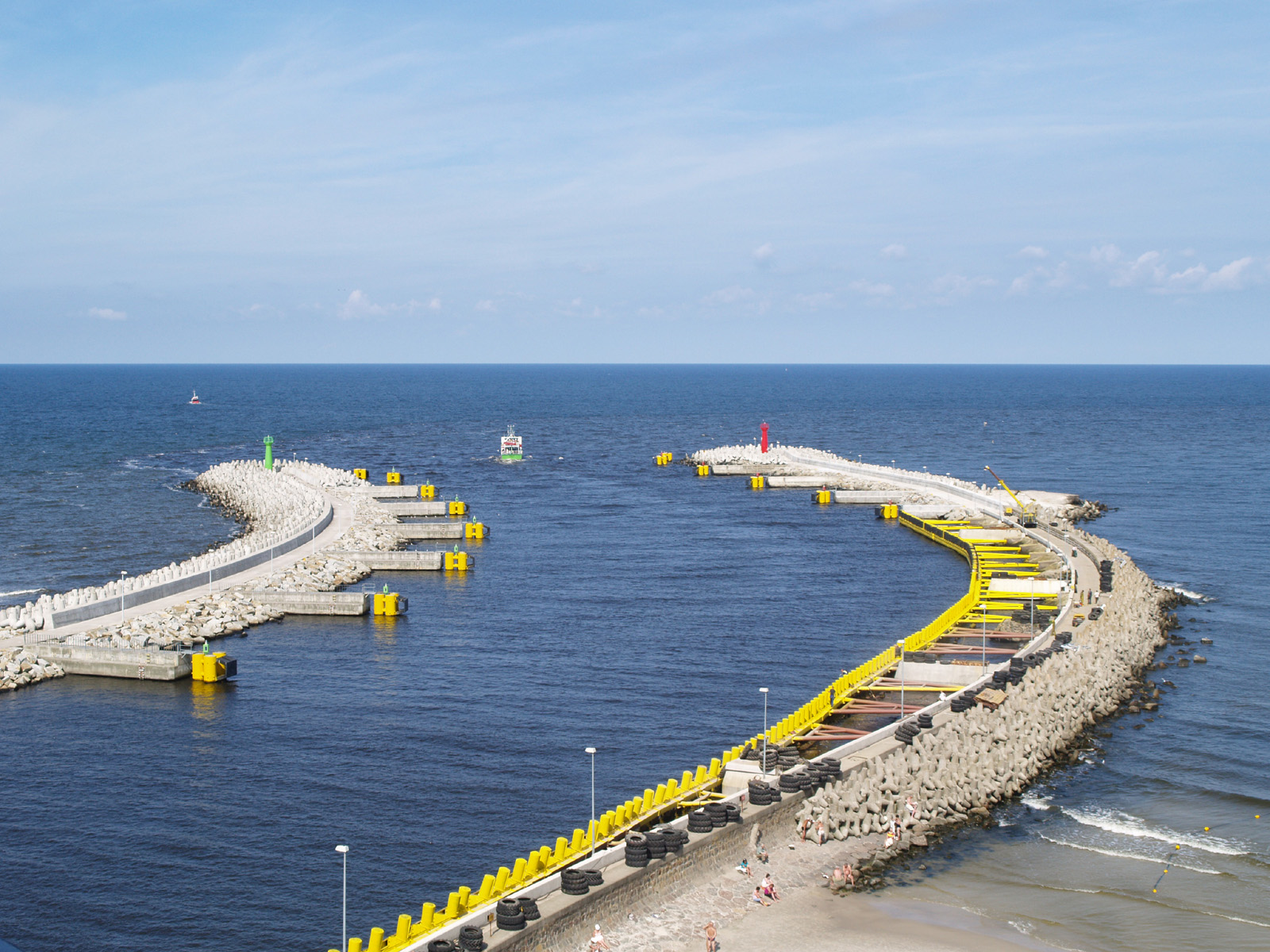
Wejście do portu morskiego Kołobrzeg

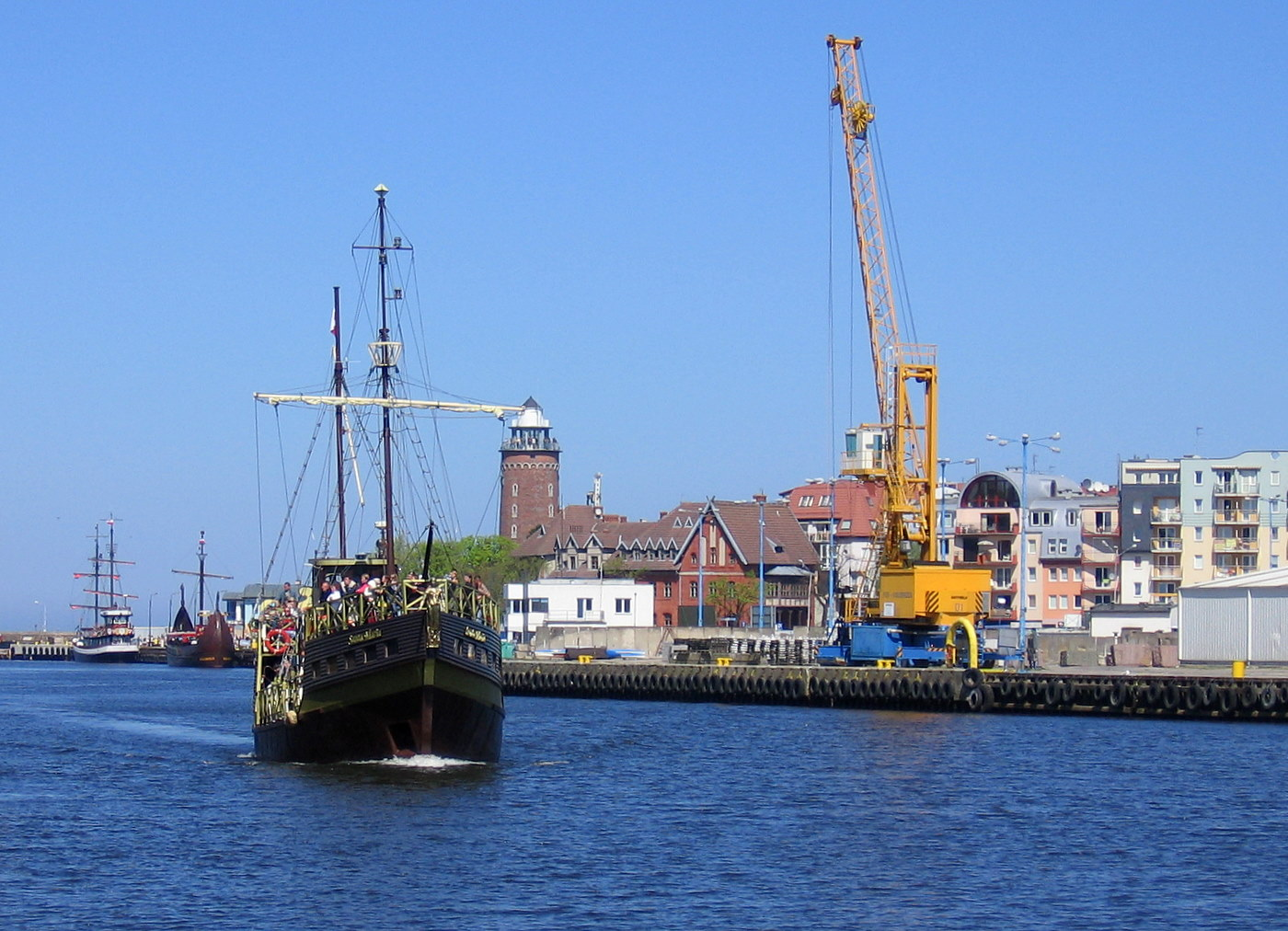
Statek, żuraw i latarnia w porcie morskim Kołobrzeg

Port morski – rodzaj portu wodnego położonego nad oceanem, morzem lub morskimi wodami wewnętrznymi danego państwa. Tworzą go akweny i obszar lądowy oraz związana z nimi infrastruktura portowa. Jest podstawowym punktem umożliwiającym żeglugę, transport morski i ruch pasażerski.
Funkcja portowa to jedna z głównych funkcji miastotwórczych i z tego względu termin ten używany jest także w odniesieniu do miasta, w którym port morski się znajduje.

## Infrastruktura

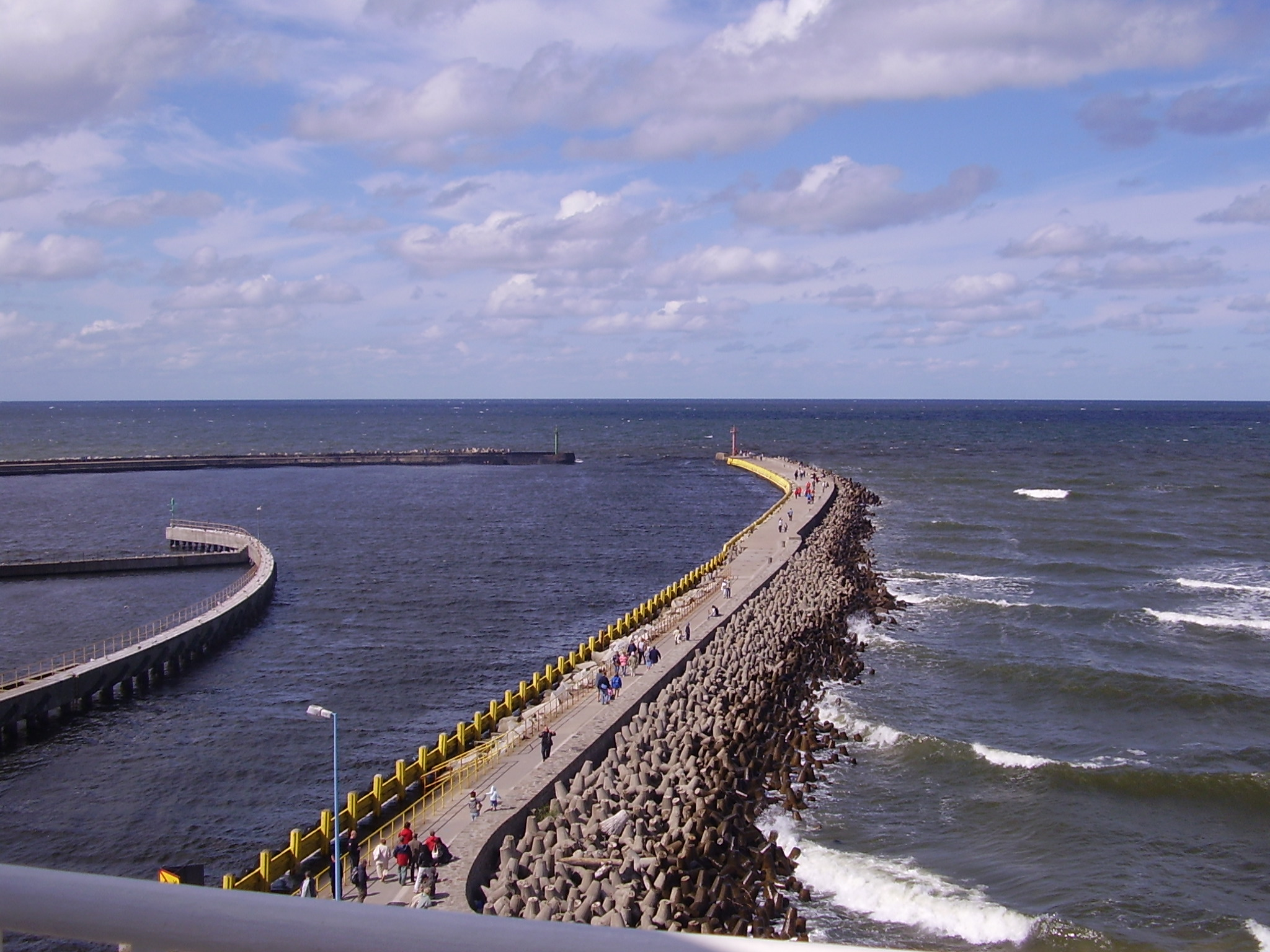
Falochrony portu morskiego Darłowo

By port morski mógł swobodnie funkcjonować, ważne jest zapewnienie:
- dostatecznie głębokiego kanału wodnego oraz miejsca urządzonego dla postoju statków,
- ochrony przed wiatrem, falowaniem i prądami,
- dostępu do innych środków transportu (pociągi, ciężarówki, rurociągi),
- miejsca do składowania przeładowywanych towarów (magazyny, place składowe, zbiorniki, silosy).

Obszar portu dzieli się na jego część wodną – akwatorium – obejmującą podejścia, redy i baseny wewnętrzne oraz część lądową, gdzie znajdują się urządzenia przeładunkowe, place składowe, manewrowe, składy, magazyny oraz drogi dojazdowe (bite i kolejowe). Zgodnie z prawem morza akwatorium portu morskiego wchodzi w skład morskich wód wewnętrznych danego państwa.
Spośród urządzeń przeładunkowych występujących w porcie wymienić można dźwigi (portalowe, samojezdne i bramowe) oraz taśmociągi i rurociągi. Ważne są także urządzenia służące do bunkrowania, czyli zaopatrywania statków w paliwo oraz wodę słodką. Istotną rolę odgrywają takie obiekty hydrotechniczne jak falochrony, mola, keje, pirsy, nabrzeża oraz urządzenia remontowe (slipy, doki).

## Uregulowania prawne

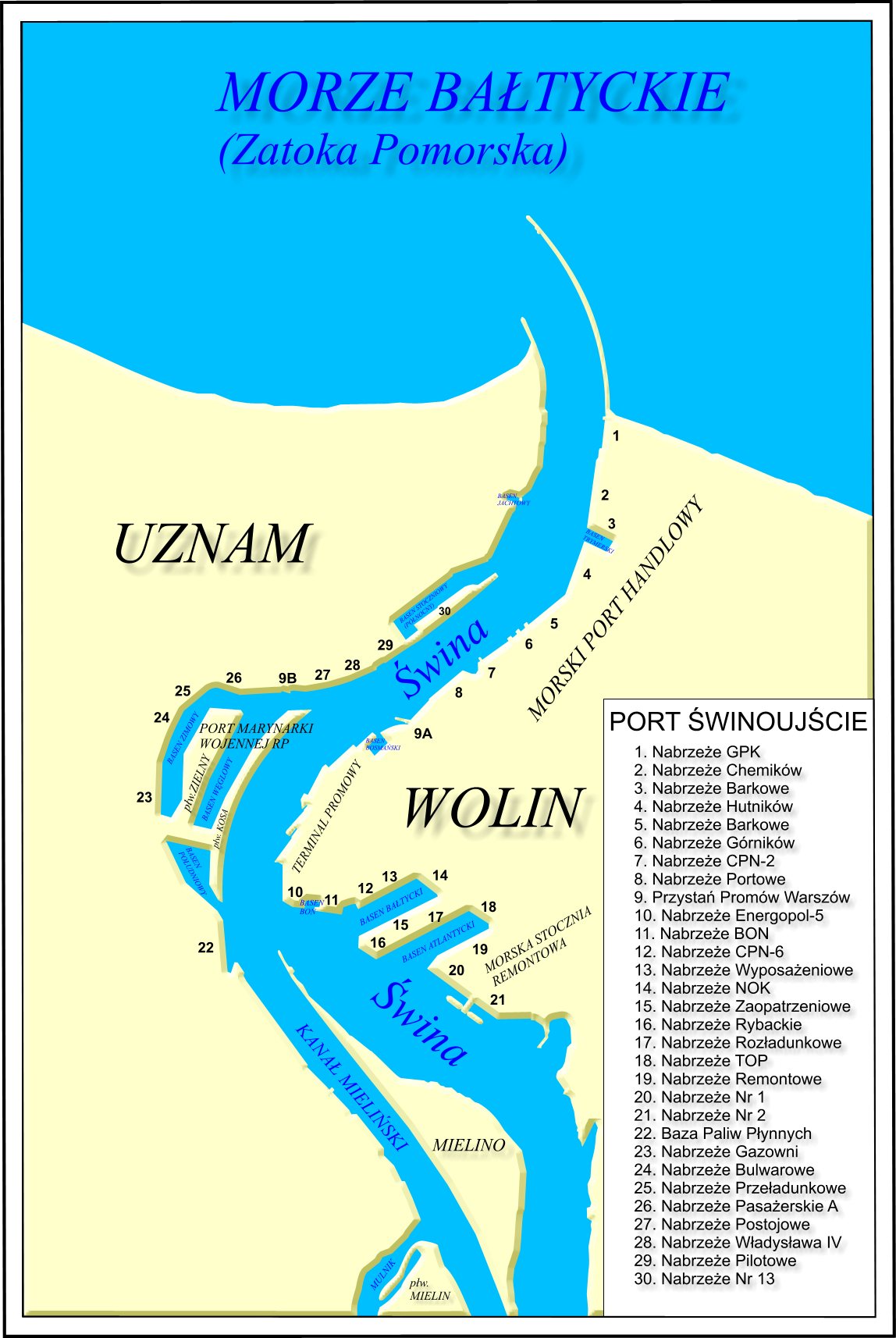
Plan portu morskiego Świnoujście

W Polsce status portu morskiego jest uregulowany prawnie. Porty morskie ustanawia minister właściwy do spraw gospodarki morskiej (obecnie Minister Gospodarki Morskiej i Żeglugi Śródlądowej) wydając rozporządzenia określające ich granice. Za nadzór nad portem odpowiedzialny jest właściwy mu dyrektor urzędu morskiego, który sprawuje swoje kompetencje przy pomocy kapitanatów i bosmanatów portów. Urzędy morskie odpowiadają m.in. za budowę i utrzymywanie obiektów infrastruktury zapewniającej dostęp do portów. Własność akwenów portowych i infrastruktury zapewniającej dostęp do portów przysługuje skarbowi państwa i jest wyłączona z obrotu.
Port morski może posiadać także swój podmiot zarządzający, który zarządza nieruchomościami i infrastrukturą portową oraz świadczy usługi związane z jej wykorzystaniem. Podmiot zarządzający prowadzi budowę, rozbudowę, utrzymanie i modernizację infrastruktury portowej oraz odpowiada za rozwój portu. W przypadku niepowołania podmiotu zarządzającego jego zadania i uprawnienia przejmują dyrektor właściwego urzędu morskiego oraz gmina.
Jeżeli nieruchomości gruntowe, na których jest położony port, stanowią mienie komunalne, to o formie prawno-organizacyjnej zarządzania portami niemającymi podstawowego znaczenia dla gospodarki narodowej decyduje gmina.
Wyróżnia się porty morskie o podstawowym znaczeniu dla gospodarki narodowej, którymi są Gdańsk, Gdynia, Szczecin i Świnoujście. Podmiotami zarządzającymi tymi portami są 3 spółki akcyjne: Zarząd Morskiego Portu Gdańsk, Zarząd Morskiego Portu Gdynia i Zarząd Morskich Portów Szczecin i Świnoujście. Ich przedmiot działalności ma osobne uregulowania.
W polskim prawie porty morskie i porty wojenne są osobnymi rodzajami portów.
W Polsce istnieją 32 obiekty, które mają status portu morskiego. Trzy polskie porty morskie nie są usytuowane nad morzem, lecz na rzekach. Są to port morski Elbląg na rzece Elbląg, port morski Police oraz port morski Szczecin na Odrze. Odcinki tych rzek od ujścia do portów stanowią morskie wody wewnętrzne Polski.

## Specjalizacja

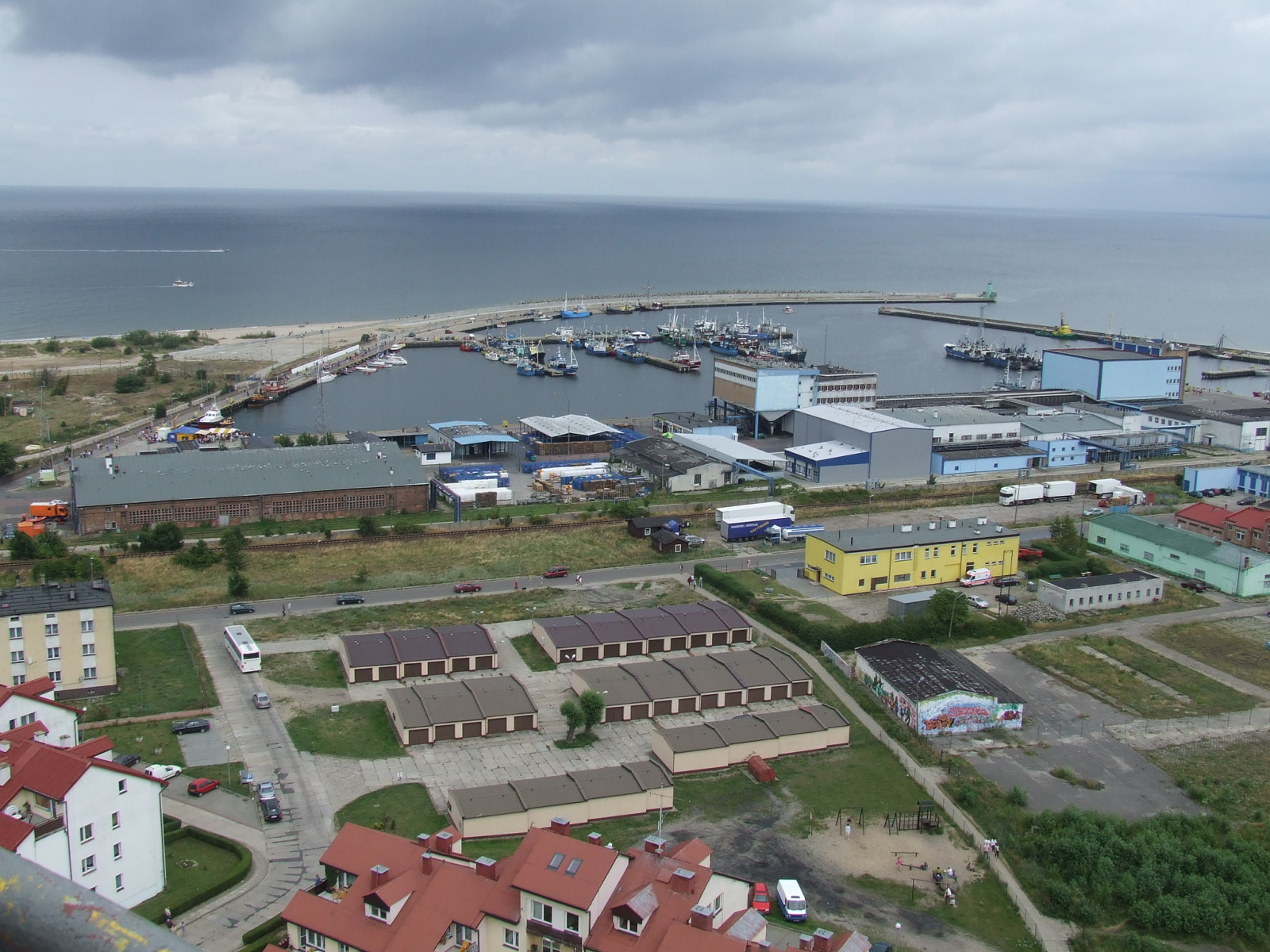
Port morski Władysławowo – port rybacki z przystanią jachtową

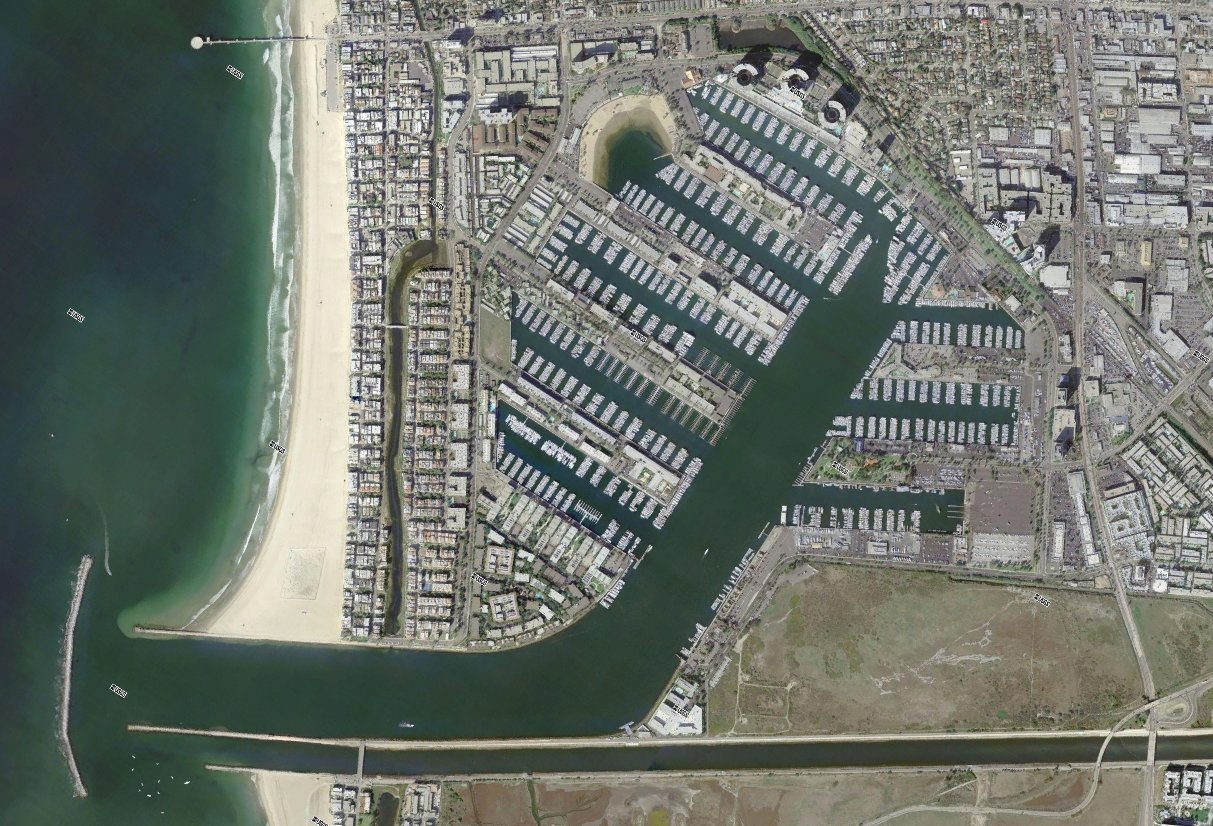
Typowy port jachtowy – Marina del Rey

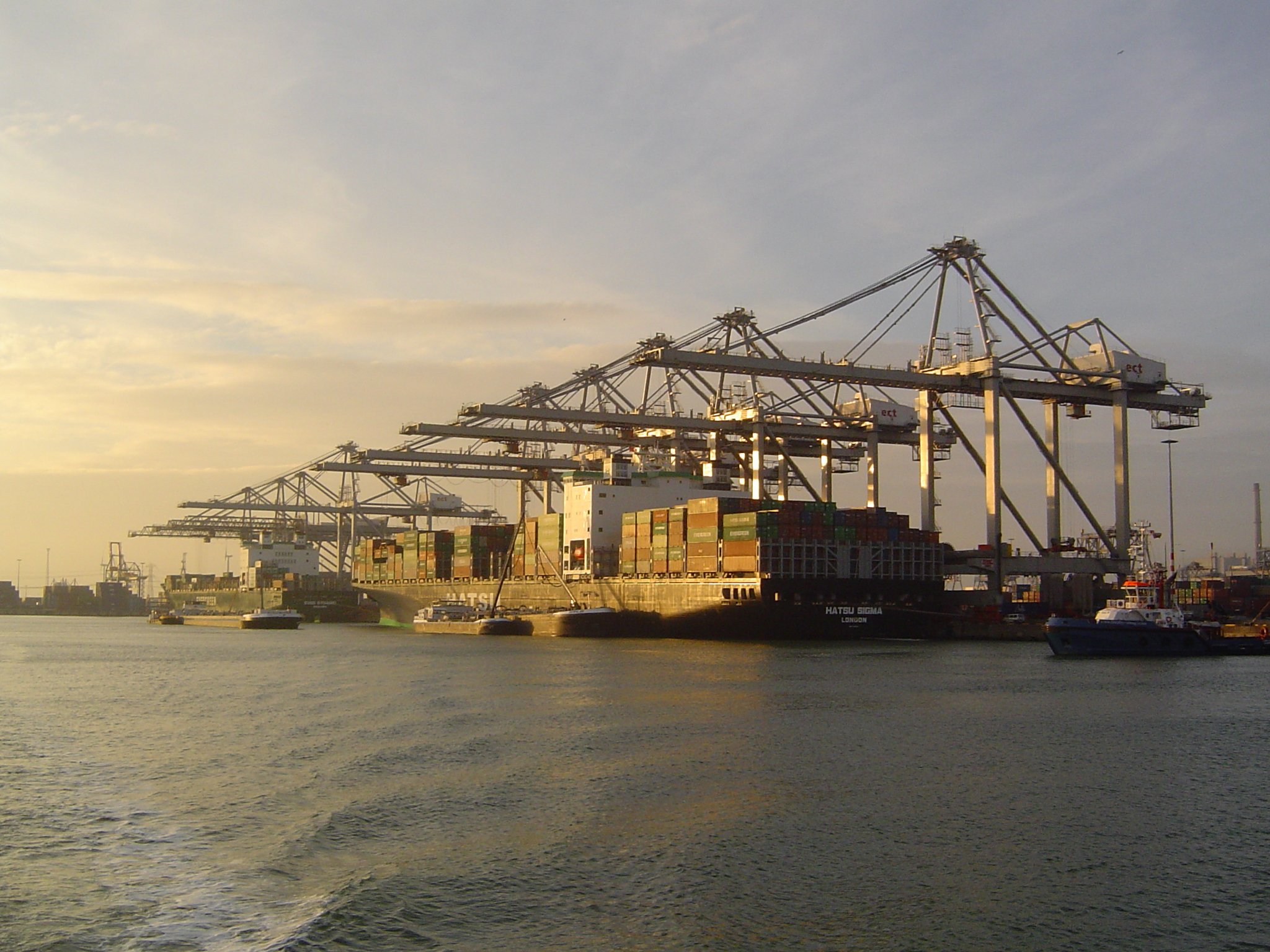
Typowy port handlowy – Rotterdam

Ze względu na główną funkcję można wydzielić następujące rodzaje portów:
- porty handlowe – porty, których dominującą funkcją jest transport morski, szczególnie ładunków. Można wśród nich wyróżnić porty uniwersalne, które przyjmują różne rodzaje towarów (masowe, toczne, kontenery, drobnica). Porty mogą być także specjalizowane, co wynika z ukierunkowanej polityki podmiotu zarządzającego i dostosowanej infrastruktury portowej do określonego typu ładunków.
- porty rybackie – porty, których użytkownicy trudnią się rybołówstwem. Cumują w nich jedynie statki rybackie i posiadają infrastrukturę rybacką (chłodnie, zakłady przetwórstwa ryb, fabryka lodu).
- porty jachtowe – porty, gdzie dominuje jedynie funkcja mariny jachtowej, a konstrukcja portu jest dostosowana tylko dla jachtów.
- porty wojenne – bazy okrętów marynarki wojennej.

Wiele portów nie jest ukierunkowanych tylko na jeden rodzaj działalności, choć można wyróżnić dominujące w nich funkcje.
Przykładowe charakterystyki portów morskich o kilku funkcjach:
- Gdańsk – port handlowy uniwersalny, spełniający także funkcję rybacką, jachtową, a którego duży udział stanowią przeładunki towarów masowych, głównie ropa i przetwory naftowe oraz kontenery.
- Gdynia – port handlowy spełniający wszystkie funkcje, a którego duży udział przeładunków stanowią kontenery.
- Kołobrzeg – port z rozbudowaną infrastrukturą rybacką, mariną jachtową, a także nabrzeżami towarowym i nabrzeżem ruchu pasażerskiego.
- Police – port handlowy specjalizujący się w przeładunkach towarów masowych (fosforyty, amoniak i inne związki chemiczne). Dodatkową funkcją portu Police jest funkcja bazy rybackiej.
- Puck – port zbudowany z dwóch niezależnych części: mariny jachtowej i basenów rybackich.
- Władysławowo – duży port rybacki z dodatkowym nabrzeżem jachtowym, stocznią remontową, nabrzeżem z niewielkim przeładunkiem drobnicy.